# Criollo de Guayana Francesa
El criollo de Guayana Francesa, criollo guayanés o criollo francoguayanés es un idioma criollo de base francesa que se habla en la Guayana Francesa. También está influenciado en parte por el inglés, el portugués, el español y el neerlandés, tras sucesivas ocupaciones. También hay palabras de origen portugués, que se explican por la proximidad de Brasil y la presencia portuguesa en Guayana desde hace varios años, así como las palabras de origen africano y amerindio.
Se ha convertido en una lengua con el tiempo, en constante evolución, influenciado por el francés y las lenguas de los países vecinos.

## Historia
El criollo de Guayana Francesa se hablaba entre los esclavos y colonos. Pero las condiciones de la Constitución de criollo guayanés era bastante significativamente diferentes de las Indias Occidentales criolla, en primer lugar, debido a los conflictos entre francés, inglés, holandés, portugués y español, y otra parte de los dialectos franceses, como cajún tienen mucho Guyana criolla influenciado lo que hizo el criollo de Guayana es muy diferente del criollo de Martinica y Guadalupe. El criollo guayanés tiene muchas palabras en común con el criollo antillano, pero todavía hay muchas palabras que diferencian significativamente.

## Escribiendo
Guayanés criollo utiliza el alfabeto latino, con la excepción de las letras "q" y "x", que se sustituyen por "k" (kat para cuatro) y "z" (pronunciada como entonces x francesa : zénofob para xenófoba).
La "c "solo se utiliza en combinación con h (chouval para el caballo), o se sustituyen por "k" (Kouman para cómo) o "s" (mési para gracias). La "h" no se utiliza sola.
La "u" está siempre precedida de "o", como en francés. En otros usos,  se sustituye por "i" ("izé", que significa "desgastado").
| Criollo guayanés | Francés | Español |
| --- | --- | --- |
| Tout moun fèt lib é égal annan dinyité ké annan drwè. Yé gen rézon ké konsyans, é divèt aji roun bay ròt annan lespri fratènité-a. | Tous les êtres humains naissent libres et égaux en dignité et en droits. Ils sont doués de raison et de conscience et doivent agir les uns envers les autres dans un esprit de fraternité. | Todos los seres humanos nacen libres e iguales en dignidad e igualdad de derechos. Dotados como están de razón y conciencia, deben tratarse los unos a los otros en un espíritu de hermandad. |

## Gramática

### Artículo
En el criollo guayanés no hay ninguna marca de género masculino o femenino. La forma del artículo es el mismo para los nombres masculinos y femeninos.
- Datos: Q1363072
- Multimedia: Guianan creole language / Q1363072